# أنطونيو هواييس
أنطونيو هواييس (بالبرتغالية: Antônio Houaiss) وُلد يوم 15 أكتوبر 1915 وتُوفيّ في السابع من مارس 1999، هو كاتب، مترجم ومعجمي برازيلي.

## الحياة المُبكرة
وُلد أنطونيو في مدينة ريو دي جانيرو لوالدين مهاجرين من لبنان.

## المسيرة المهنية
بدأَ هواييس حياته المهنية في ريو دي جانيرو كأستاذ حيثُ تخصّصَ في تدريس اللغة البرتغالية والتي أصبحت في نهاية المطاف لغة معترفٌ بها. ترك أنطونيو التدريسَ في عام 1945 بعدما حصل على منصب دبلوماسي حيثُ خدم في الحكومة البرازيلية حتى عام الانقلاب العسكري عام 1964 عندما أجبر على التقاعد مع فقدانه لكافة حقوقهِ السياسيّة. خلال تلك الفترة؛ كان هواييس نائبَ القنصل البرازيلي وممثل الأمم المتحدة في جنيف بدولة سويسرا (1947-1949) كما شغلَ منصبَ السكرتير الثالث في السفارة البرازيلية في جمهورية الدومينيكان (1949 إلى 1951) ومن ثمّ عمل في ذات المنصب في أثينا، اليونان (1951 إلى 1953) ثم كانَ من بينِ أعضاء الوفد البرازيلي إلى الأمم المتحدة في مدينة نيويورك (عام 1960 إلى 1964).
بعد خروجه من السلك الدبلوماسي؛ عمل لفترة وجيزة كمحرر لصحيفة برازيلية محليّة قبل أن ينضمّ لأكاديمية فقه اللغة في عام 1960 وانتُخبَ زميلًا في أكاديمية الحروف في عام 1971 ثمّ ترأس ذات الأكاديميّة في عام 1996. شغلَ من بعد ذلك منصب رئيس تحرير موسوعة ميرادور البرازيليّة قبل أن يشغلَ منصب وزير الثقافة في عهد الرئيس إيتامار فرانكو. كان واحدًا منَ المؤيدين الرئيسيين لتوحيد اللغة البرتغالية وهو المشروع الذي كان قد انضم له في عام 1985 لكنّه فشلَ في نهاية المطاف.

## الأعمال المنشورة
ألّفَ العديد من الكتب كما نشرَ العديد من المقالات في اللسانيات وغيرها من المواضيع. اشتهرَ بترجمتهِ لرواية جيمس جويس عوليس، عمل مع زملاء آخرون على تأليف قاموس شامل للغة البُرتغاليّة بدأ تجميعهُ في عام 1985 ولم يُنشر إلا بعد وفاته في عام 2001.